# Trachylepis hildae
Trachylepis hildae là một loài thằn lằn trong họ Scincidae. Loài này được Loveridge mô tả khoa học đầu tiên năm 1953.